# 核セキュリティ・サミット
核セキュリティ・サミット（かくセキュリティ・サミット、英：Nuclear Security Summit）は、世界の各国が連携して、核兵器の製造に適する品質の核物質であるプルトニウムやウランなどが核テロリズムに使われないように安全や保全を確保し、その維持と管理を厳格に行うことを目的とする国際会議。核安全サミット、核安保サミット、核保安サミットなどとも訳される。

## 概要
- 2010年4月12日 - 13日 - 第1回会議がアメリカ合衆国・ワシントンD.C.で開催された。参加国47か国から首脳が出席。日本はホスト国、米国は議長国を務め[1]、IAEA事務局長の天野之弥も参加した。
- 2012年3月26日 - 27日 - 第2回会議が韓国・ソウル（コエックス）で開催。53ヶ国の首脳と国際機関代表が参加し、ソウルコミュニケ（共同声明）が採択された。
- 2014年3月24日 - 25日 - 第3回会議がオランダ・デン・ハーグ（ワールドフォーラム・コンベンションセンター）で開催。58ヶ国の首脳と国際機関代表が参加し、ハーグコミュニケ（共同声明）が採択された。
- 2016年3月31日 - 4月1日 - 第4回会議がワシントンD.C.のホワイトハウスで開催された。

提唱者のバラク・オバマが任期切れを以てアメリカ合衆国大統領を退任するため、全4回で終了する。